# 249516 Aretha
249516 Aretha è un asteroide della fascia principale. Scoperto nel 2010, presenta un'orbita caratterizzata da un semiasse maggiore pari a 3,1648357 UA e da un'eccentricità di 0,0567260, inclinata di 10,41981° rispetto all'eclittica.
L'asteroide è dedicato alla cantautrice statunitense Aretha Franklin.